# Zona de Integração do Centro-Oeste da América do Sul
Zona de Integração do Centro-Oeste da América do Sul (ZICOSUL; em castelhano: Zona de Integración del Centro Oeste de América del Sur, ZICOSUR) é uma associação público-privada cujo objetivo é inserir seus integrantes no contexto internacional do ponto de vista da competitividade, desenvolvendo o intercâmbio econômico, social e cultural. Foi criada em 1997.
Fazem parte da zona governos subnacionais intermediários de cinco países: províncias da Região Norte Grande da Argentina (Catamarca, Chaco, Correntes, Formosa, Jujuy, Rioja, Missões, Salta, Santa Fé, Córdova, Entre Rios, Santiago do Estuário e Tucumã), quase todos os departamentos da Bolívia (Beni, Chuquisaca, Cochabamba, Oruro, Pando, Potosi, Santa Cruz e Tarija), estados do Sul e Centro-Oeste do Brasil (Mato Grosso, Mato Grosso do Sul, Paraná, Rio Grande do Sul e Santa Catarina), regiões do Norte Grande do Chile (Antofagasta, Arica e Parinacota, Atacama, Tarapacá e Coquimbo) e algumas regiões do Peru (Arequipa, Tacna, Puno e Moquegua), além do Paraguai (congregando todos os seus departamentos, ou seja, Alto Paraguai, Alto Parana, Amambai, Boqueirão, Caaguaçu, Concepção, Canindeyú, Caazapá, Central, Coordilheira, Guairá, Itapúa, Missões, Ñeembucú, Paraguari, Presidente Hayes, São Pedro) e Uruguai (congregando também todos os seus departamentos, ou seja, Artigas, Canelones, Cerro Largo, Colônia, Durazno, Flores, Florida, Lavalleja, Maldonado, Montevidéu, Paissandu, Rio Negro, Rivera, Rocha, Salto, São José, Soriano, Tacuarembó e Trinta e Três).
A ZICOSUR compreende uma área de pouco mais de cinco milhões de quilômetros quadrados e uma população de quase 77 milhões de habitantes recenseados, conforme dados de 2018. E é conhecida pela riqueza de seus recursos naturais e minerais, sua principal alavanca econômica. Outros setores se destacam, como a agropecuária e o agronegócio, siderurgia, biotecnologia, turismo e setor têxtil.

## História
Nos anos 1990, governos de Argentina, Bolívia, Brasil, Chile, Paraguai e Peru, movidos pela agenda da globalização e da transnacionalização de fronteiras, deram início ao processo de alavancagem econômica desta região específica da América do Sul. O primeiro encontro entre representantes dos países, que formulou as bases da ZICOSUR, ocorreu em Antofagasta (Chile), em abril de 1997. Em 2010, a cidade de Campo Grande sediou um encontro da organização.
Desde então tem se articulado a interlocução entre a ZICOSUR e o Conselho de Desenvolvimento e Integração Sul (Codesul).
A presidência da associação é rotativa e tem mandato de dois anos.